# Federation Cup (Bangladesch) 2023/24
Der Federation Cup (Bangladesch) 2023/24, aus Sponsorengründen auch als Bashundhara Group Federation Cup bekannt, war die 35. Saison eines K.-o.-Fußballwettbewerbs in Bangladesch. Das Turnier wurde von der Bangladesh Football Federation organisiert. Der Wettbewerb begann am 26. Dezember 2023 und endete mit dem Finale am 22. Mai 2024. Titelverteidiger war Mohammedan SC.

## Termine
| Runde         | Datum                                                      |
| ------------- | ---------------------------------------------------------- |
| Gruppenphase  | 26. Dezember 2023 bis 13. Februar 2024                     |
| Viertelfinale | 2. April 2024 16. April 2024 23. April 2024 30. April 2024 |
| Halbfinale    | 7. Mai 2024 14. Mai 2024                                   |
| Finale        | 22. Mai 2024                                               |

## Austragungsorte
|  | Austragungsort | Stadion                          | Kapazität |
|  | -------------- | -------------------------------- | --------- |
|  | Munsiganj      | Munshiganj Stadium               | 10.000    |
|  | Maimansingh    | Rafiq Uddin Bhuiyan Stadium      | 15.000    |
|  | Gopalganj      | Sheikh Fazlul Haque Mani Stadium | 5000      |
|  | Dhaka          | Bashundhara Kings Arena          | 14.000    |

## Gruppenauslosung
Die Gruppenauslosung fand am 20. Dezember 2023 im 3. Stock des BFF-Hauses Motijheel in Dhaka statt. Die zehn teilnehmenden Mannschaften wurden in drei Gruppen ausgelost. Die beiden besten Mannschaften jeder Gruppe und die beiden besten drittplatzierten Mannschaften qualifizierten sich für die K.-o.-Runde.

### Gruppeneinteilung
| Gruppe A                                                              | Gruppe B                                                                           | Gruppe C                                           |
| - Sheikh Jamal Dhanmondi Club - Bangladesh Police FC - Rahmatganj MFS | - Mohammedan SC - Abahani Ltd. Dhaka - Chittagong Abahani Limited - Brothers Union | - Bashundhara Kings - Fortis FC - Sheikh Russel KC |

### Gruppe A

#### Tabelle
| Pl. | Verein                      | Sp. | S | U | N | Tore    | Diff. | Punkte |
| --- | --------------------------- | --- | - | - | - | ------- | ----- | ------ |
| 1.  | Sheikh Jamal Dhanmondi Club | 2   | 1 | 1 | 0 | 006:300 | +3    | 04     |
| 2.  | Bangladesh Police FC        | 2   | 0 | 2 | 0 | 004:400 | ±0    | 02     |
| 3.  | Rahmatganj MFS              | 2   | 0 | 1 | 1 | 003:600 | −3    | 01     |

#### Spiele
| Datum             |                             | Ergebnis |                                 |
| ----------------- | --------------------------- | -------- | ------------------------------- |
| 26. Dezember 2023 | Rahmatganj MFS              | 2:2      | Bangladesh Police FC (5)        |
| 23. Januar 2024   | Rahmatganj MFS              | 1:4      | Sheikh Jamal Dhanmondi Club (5) |
| 6. Februar 2024   | Sheikh Jamal Dhanmondi Club | 2:2      | Bangladesh Police FC (5)        |

### Gruppe B

#### Tabelle
| Pl. | Verein                     | Sp. | S | U | N | Tore    | Diff. | Punkte |
| --- | -------------------------- | --- | - | - | - | ------- | ----- | ------ |
| 1.  | Mohammedan SC              | 3   | 3 | 0 | 0 | 006:300 | +3    | 09     |
| 2.  | Abahani Ltd. Dhaka         | 3   | 2 | 0 | 1 | 010:200 | +8    | 06     |
| 3.  | Chittagong Abahani Limited | 3   | 1 | 0 | 2 | 004:500 | −1    | 03     |
| 4.  | Brothers Union             | 3   | 0 | 0 | 3 | 001:110 | −10   | 0      |

#### Spiele
| Datum            |                            | Ergebnis |                                |
| ---------------- | -------------------------- | -------- | ------------------------------ |
| 16. Januar 2024  | Brothers Union             | 0:6      | Abahani Ltd. Dhaka (5)         |
| 16. Januar 2024  | Mohammedan SC              | 2:1      | Chittagong Abahani Limited (5) |
| 30. Januar 2024  | Mohammedan SC              | 2:1      | Brothers Union (5)             |
| 30. Januar 2024  | Abahani Ltd. Dhaka         | 3:0      | Chittagong Abahani Limited (5) |
| 13. Februar 2024 | Abahani Ltd. Dhaka         | 1:2      | Mohammedan SC (5)              |
| 13. Februar 2024 | Chittagong Abahani Limited | 3:0      | Brothers Union (5)             |

### Gruppe C

#### Tabelle
| Pl. | Verein            | Sp. | S | U | N | Tore    | Diff. | Punkte |
| --- | ----------------- | --- | - | - | - | ------- | ----- | ------ |
| 1.  | Bashundhara Kings | 2   | 2 | 0 | 0 | 002:000 | +2    | 06     |
| 2.  | Fortis FC         | 2   | 1 | 0 | 1 | 003:200 | +1    | 03     |
| 3.  | Sheikh Russel KC  | 2   | 0 | 0 | 2 | 001:400 | −3    | 0      |

#### Spiele
| Datum             |                   | Ergebnis |                       |
| ----------------- | ----------------- | -------- | --------------------- |
| 26. Dezember 2023 | Bashundhara Kings | 1:0      | Fortis FC (5)         |
| 23. Januar 2024   | Fortis FC         | 3:1      | Sheikh Russel KC (5)  |
| 6. Februar 2024   | Sheikh Russel KC  | 0:1      | Bashundhara Kings (5) |

### Tabelle der besten Gruppendritten
| Pl. | Verein                     | Sp. | S | U | N | Tore    | Diff. | Punkte | Gruppe |
| --- | -------------------------- | --- | - | - | - | ------- | ----- | ------ | ------ |
| 1.  | Rahmatganj MFS             | 2   | 0 | 1 | 1 | 003:600 | −3    | 01     | A      |
| 2.  | Sheikh Russel KC           | 2   | 0 | 0 | 2 | 001:400 | −3    | 0      | C      |
| 3.  | Chittagong Abahani Limited | 2   | 0 | 0 | 2 | 001:500 | −4    | 0      | B      |

## Viertelfinale
| Datum          |                             | Ergebnis |                      |
| -------------- | --------------------------- | -------- | -------------------- |
| 2. April 2024  | Mohammedan SC               | 2:1      | Sheikh Russel KC     |
| 16. April 2024 | Bashundhara Kings           | 2:0      | Rahmatganj MFS       |
| 23. April 2024 | Sheikh Jamal Dhanmondi Club | 0:3      | Bangladesh Police FC |
| 30. April 2024 | Fortis FC                   | 1:3      | Abahani Ltd. Dhaka   |

## Halbfinale
| Datum        |                   | Ergebnis |                      |
| ------------ | ----------------- | -------- | -------------------- |
| 7. Mai 2024  | Mohammedan SC     | 2:1      | Bangladesh Police FC |
| 14. Mai 2024 | Bashundhara Kings | 3:0      | Abahani Ltd. Dhaka   |

## Finale
| Datum        |               | Ergebnis  |                   |
| ------------ | ------------- | --------- | ----------------- |
| 22. Mai 2024 | Mohammedan SC | 1:2 n. V. | Bashundhara Kings |